# Ensenada Buen Tiempo
Die Ensenada Buen Tiempo (spanisch für Gute-Zeit-Bucht; auch bekannt als Rada Buen Tiempo, deutsch Gute-Zeit-Reede) ist ein Naturhafen von geringer Tiefe im Port Foster von Deception Island im Archipel der Südlichen Shetlandinseln. Die Bucht liegt südlich der Pendulum Cove.
Wissenschaftler der 2. Chilenischen Antarktisexpedition (1947–1948) benannten sie. Der weitere Benennungshintergrund ist nicht überliefert.